# Пену, Корнел
Корнел Пену (рум. Cornel Penu, 19 июня 1946 года, Бузэу) — румынский гандболист, призёр Олимпийских игр, дважды чемпион мира. Почётный гражданин Бузэу с 2011 года. Заслуженный мастер спорта Румынии (1970).

## Карьера
Заниматься гандболом начал в 1958 году. Во время учёбы в университете в Галаце начал играть за местный клуб. После получения диплома, в 1968 году, перешёл в бухарестское «Динамо», за которое играл до 1980 года. 
За национальную команду провёл 257 матчей. Становился призёром Олимпийских игр 1972 и 1976 годов. В 1974 году признан лучшим вратарём чемпионата мира.
После завершения карьеры работал тренером вратарей в клубе и в сборной Румынии. С 1993 года работал на аналогичной должности в Марокко. С 2012 года живёт во Франции.